# بيلي مكافري
بيلي مكافري (30 مايو 1971 في الولايات المتحدة - ) (بالإنجليزية: Billy McCaffrey)‏ هو مدرب كرة سلة ولاعب كرة سلة أمريكي في مركزي مدافع مسدد الهدف وهجوم خلفي. لعب مع دوق بلو ديفلز للرجال.

## وصلات خارجية
- بيلي مكافري على موقع كرة السلة الأوروبية.كوم (الإنجليزية)
- بيلي مكافري على موقع كلية كرة السلة في سبورتس رفرنس.كوم (الإنجليزية)
- بيلي مكافري على موقع ريلجم (الإنجليزية)